# Slotback

Con SB sono indicati i due slotback impiegati nella flexbone formation.

Lo Slotback (SB) è un ruolo del football americano. Come posizione è simile a quella del wide receiver, ma ha anche molti tratti in comune con il running back.
Gli slotback si posizionano negli slot (ce n'è uno destro e uno sinistro) quando avviene lo snap della palla. Gli slot sono quella parte di campo a circa cinque yard dietro la linea di scrimmage, tra l'ultimo uomo della linea offensiva e il wide receiver. 

## Compiti dello slotback
Lo slotback ha diversi compiti sul campo: innanzitutto, svolge un ruolo ibrido tra quelli del running back e del ricevitore. Tuttavia è altresì impiegato per bloccare gli avversari che sono riusciti a infiltrarsi oltre la linea di scrimmage, onde evitare il sacking del quarterback. In genere lo slotback è anche la scelta preferita per ricevere passaggi corti o handoff, essendo in una posizione molto vicina al quarterback. Quando si schierano gli slotback, la squadra deve rinunciare a un tight end, un fullback o un running back poiché ci possono essere solo 11 giocatori in attacco e 7 di essi devono stare sulla linea di scrimmage: questa è la ragione per cui sono utilizzati molto di rado nella versione statunitense del football.
Gli slotback sono sempre impiegati nelle formazioni flexbone, in cui sono utilizzati come ricevitori aggiuntivi.